# Wöhrsee
Der Wöhrsee ist ein Badesee in der Stadt Burghausen im Landkreis Altötting in Bayern.

## Entstehung
Die an dieser Stelle nach Nordosten laufende Salzach hatte hier ehedem eine Schlinge nach Nordnordosten, die durch Verlagerung des Flussbetts nach Süden abgeschnitten wurde. Dabei blieben ein recht flacher Umlaufberg und ein linkes Altwasser zurück, in dem der etwas flussaufwärts von der Schlinge neben ihr entstehende St. Johannser Bach zur Salzach lief. Auf dem abwärtigen Südsporn über seiner Mündung wurde die Burg zu Burghausen erbaut und man staute den Altwasserauslauf zur Verteidigung. Das daraus abfließende Wasser erreicht heute über den kurzen Wöhrbach auf verdoltem Lauf durch die Altstadt unter der Spornspitze die nahe Salzach.

## Name
Ein Gewässer namens „Wur“ wurde erstmals 1332 erwähnt. Der Begriff steht für ein durch ein Wehr angestautes Gewässer. Später wurde der See auch „Wühr“ oder „Wöhr“ genannt. Seit etwa 1800 bürgerte sich der Name „Wöhrsee“ ein, wobei „Wöhr“ eigentlich schon „See“ bedeutet.

## Geschichte der Nutzung
Neben seiner Funktion als Teil der Verteidigungsanlage der Burg diente der Wöhrsee im Mittelalter auch dem Betrieb der herzoglichen Hofmühle. Er wurde als Fischgewässer und Eislieferant genutzt. Das mineralhaltige Wasser einer Quelle im Norden des Wöhrseebeckens, heute „Herzogbad“ genannt, diente in der Zeit der Herzogin Hedwig zur Heilung und Erholung. Ab dem ausgehenden 18. Jahrhundert befand sich dort eine Kuranstalt. Nach dem Abriss der Gebäude wurde an der Stelle eine Kneipp-Anlage errichtet. Ab dem 19. Jahrhundert wurde am Wöhrsee eine Garnisonsschwimmschule betrieben. Seit 1833 durften auch die Burghauser Bürger dort baden. Nachdem sich das Gewässer nach dem Weggang der Garnison 1891 vorübergehend in Privatbesitz befunden hatte, erwarb die Stadt 1901 die Hofmühle mit dem Wöhrsee. Von 1913 bis 1957 fanden regelmäßig Seefeste statt. Die zuvor getrennten Badeanstalten für Frauen und Männer wurden 1934/1935 als Wöhrsee-Familienbad eröffnet.
Im Naturbad Wöhrsee fand Januar 2015 auf eingerichteten Bahnen mit 25 Metern Länge die erste Deutsche Eisschwimmmeisterschaft statt, 2017 die Weltmeisterschaft im Eisschwimmen.
Wöhrsee und angrenzender Burgberg im Osten sowie das Spitalfeld im Westen sind heute Teil des Landschaftsschutzgebietes Salzachtal.

## Bilder

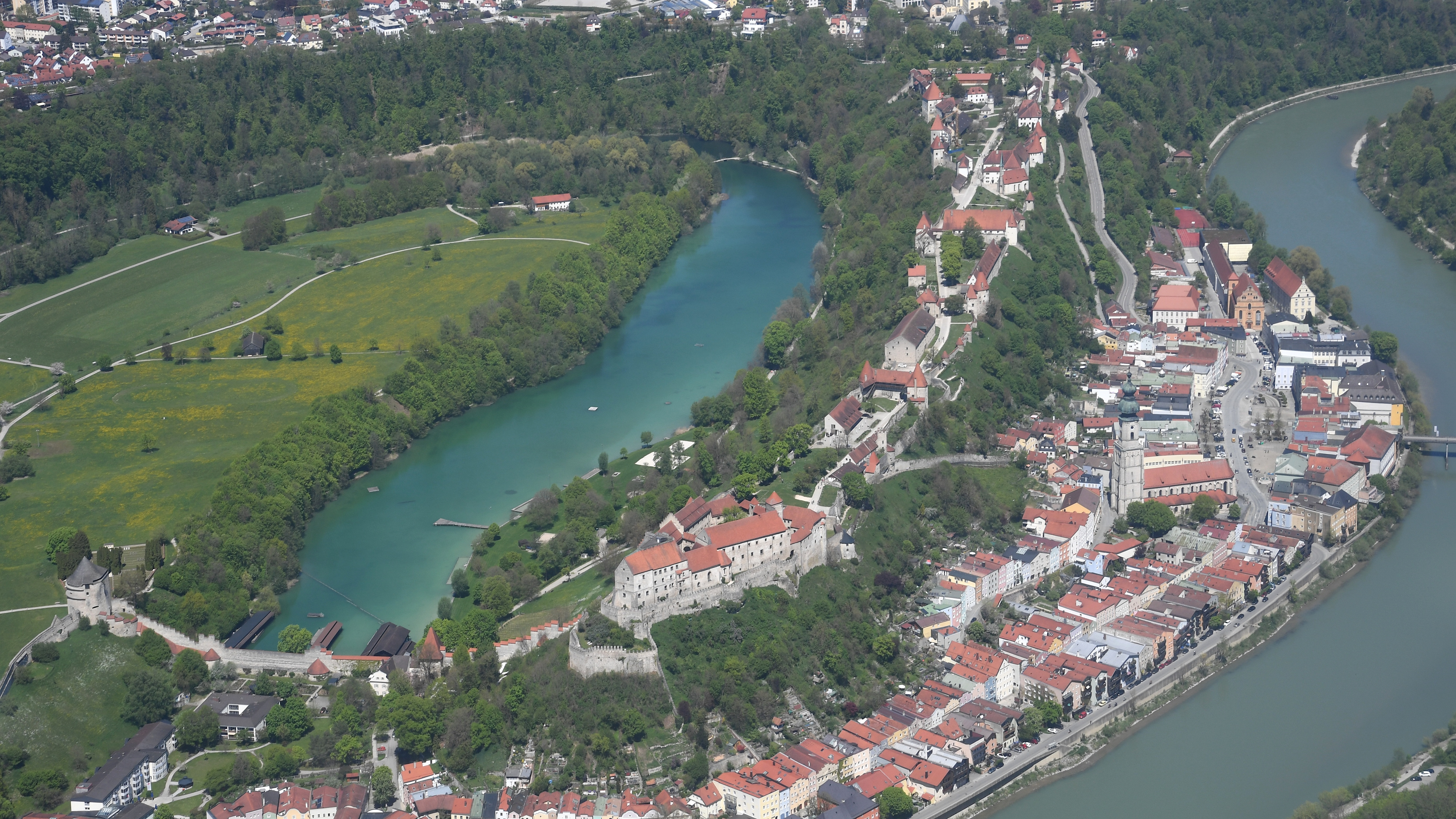
Luftbild des Wöhrsees, der Burg zu Burghausen und der Altstadt von Burghausen
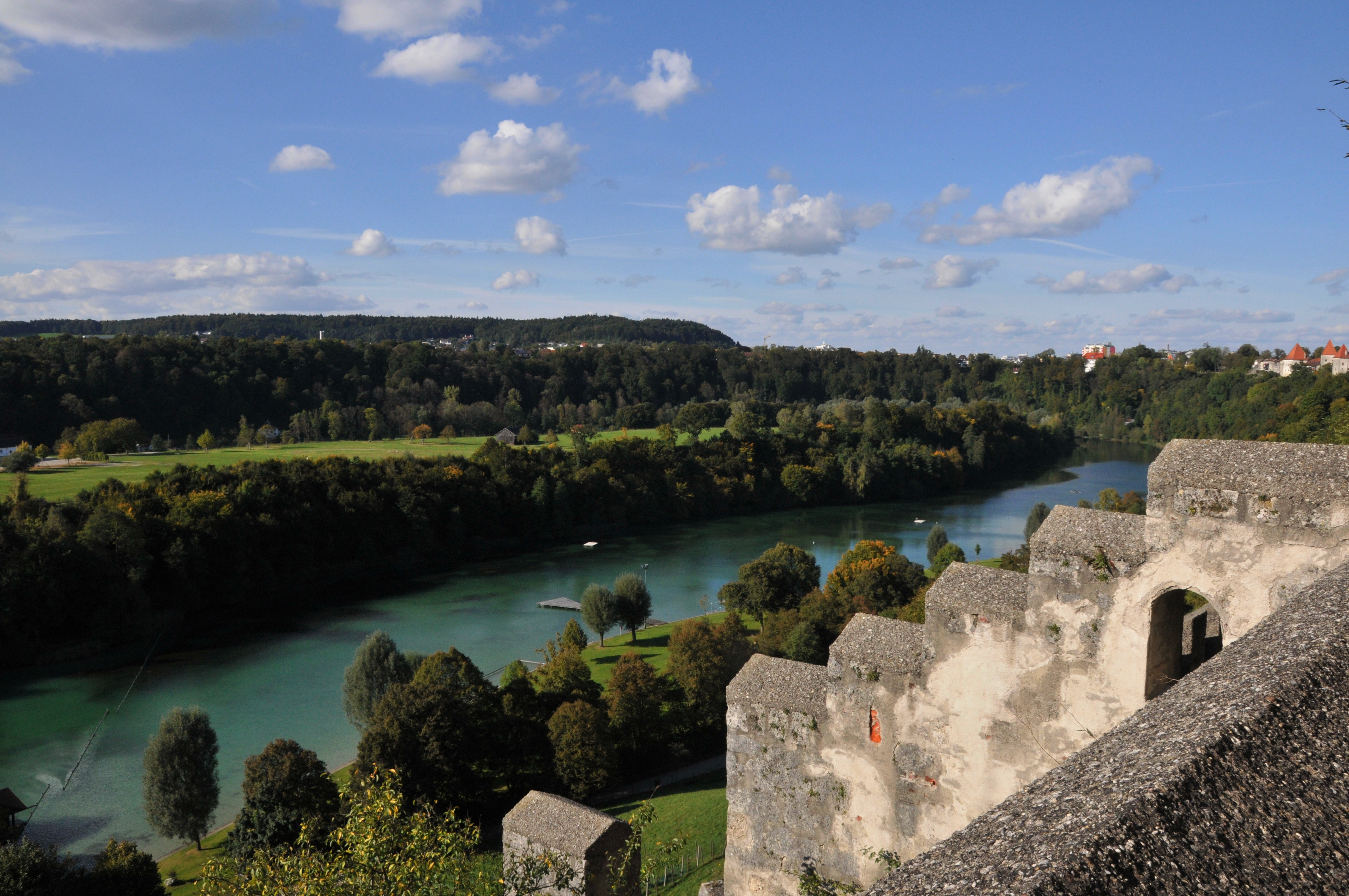
Wöhrsee von der Burg zu Burghausen
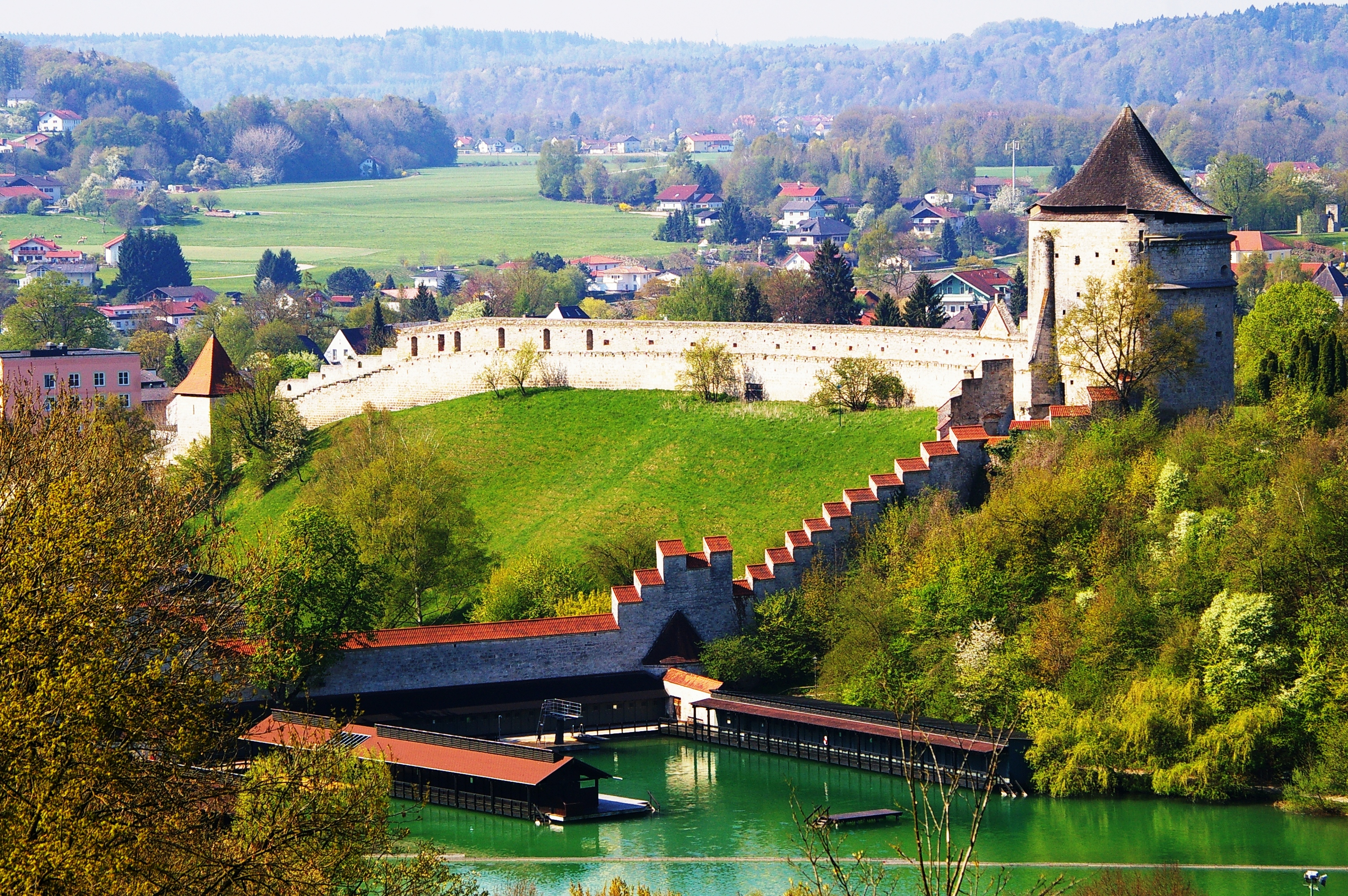
Wöhrseebad und Pulverturm
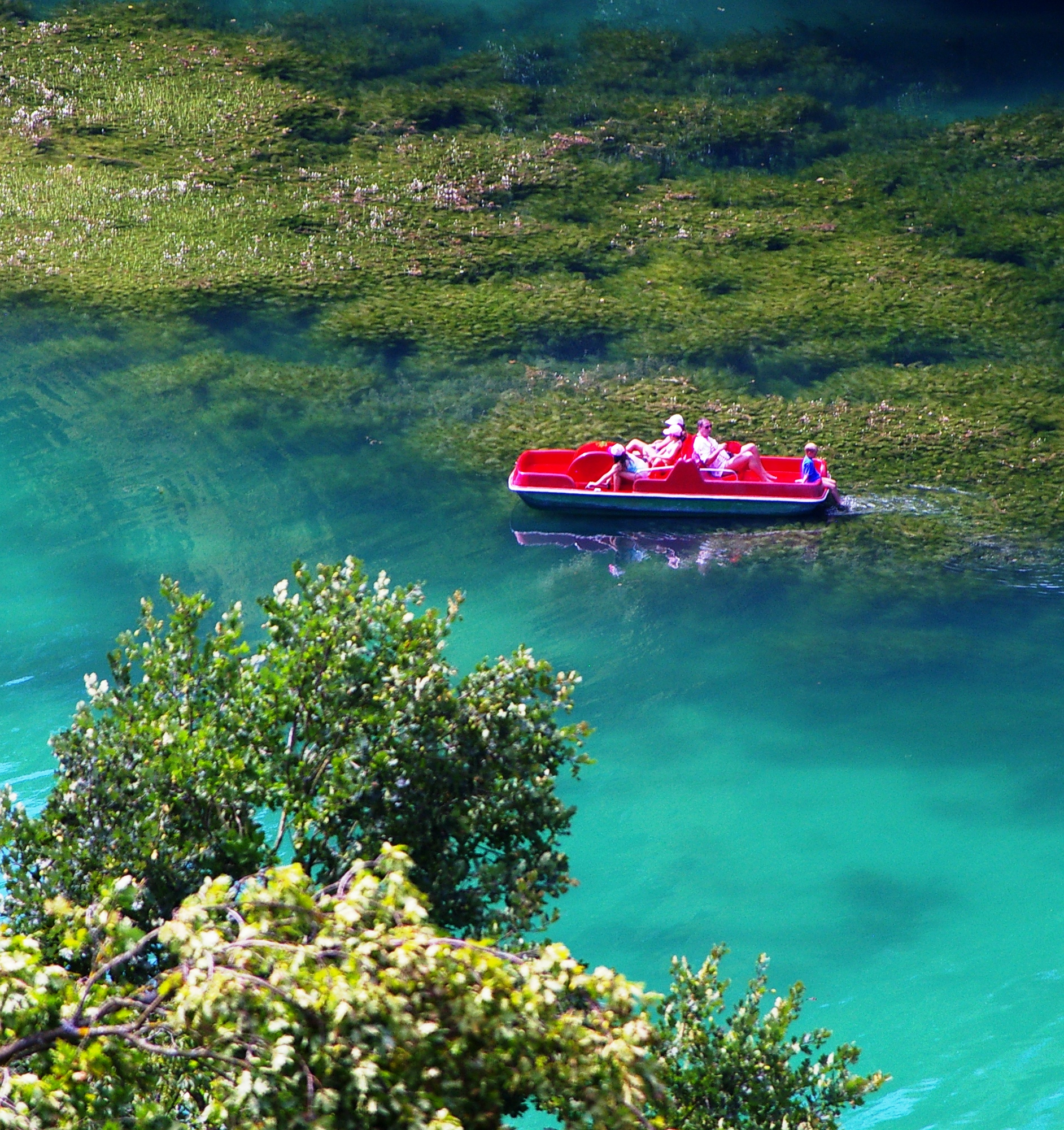
Starkes Wasserpflanzen-wachstum im Sommer
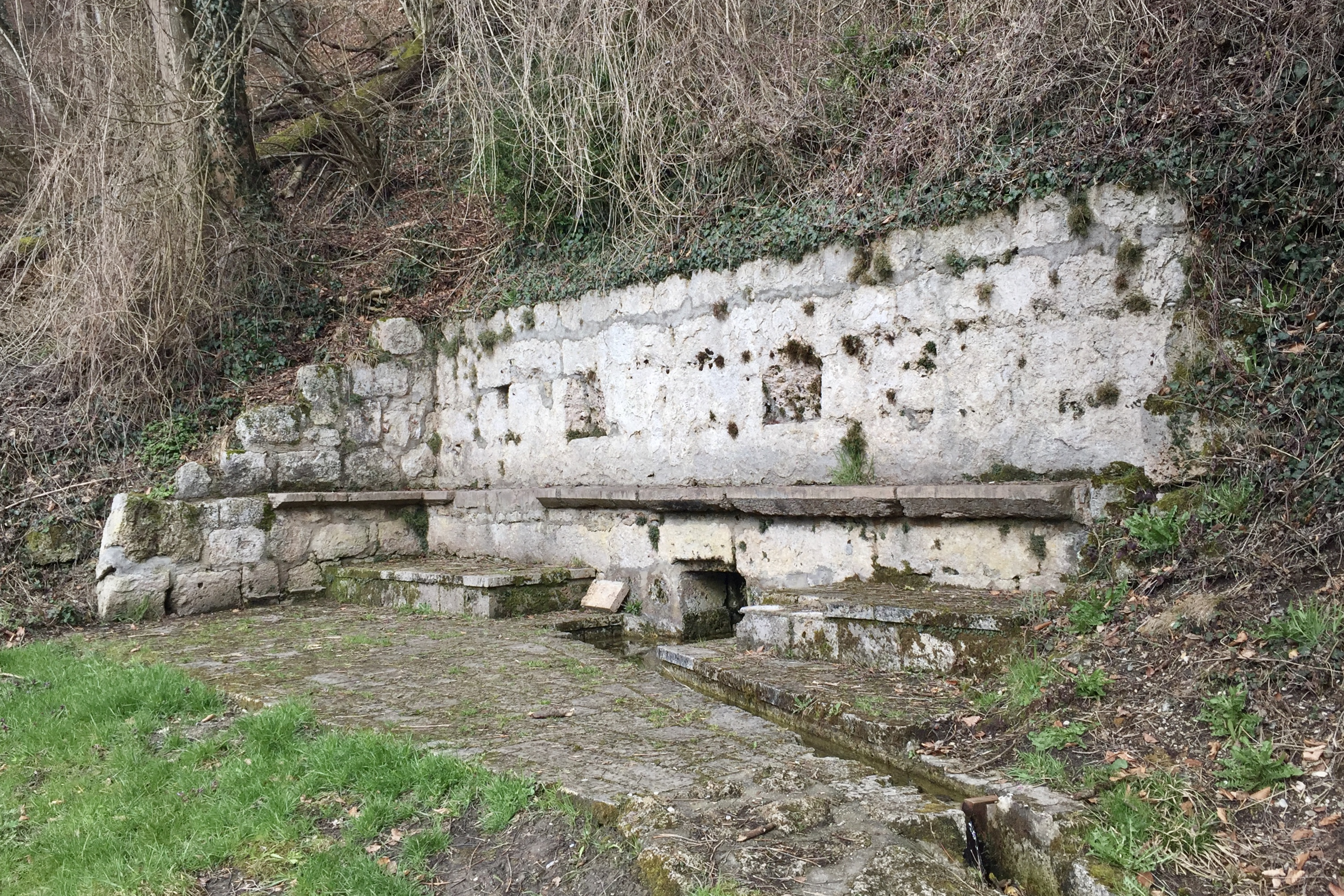
Herzogbad